# Pliomelaena luzonica
Pliomelaena luzonica es una especie de insecto del género Pliomelaena de la familia Tephritidae del orden Diptera.

## Historia
Hardy la describió científicamente por primera vez en el año 1974.